# Saphrys
Genre
Saphrys est un genre d'araignées aranéomorphes de la famille des Salticidae.

## Distribution
Les espèces de ce genre se rencontrent au Chili, en Argentine et au Brésil.

## Liste des espèces
Selon World Spider Catalog (version 18.0, 15/05/2017) :
- Saphrys a-notata (Mello-Leitão, 1940)
- Saphrys flordellago (Richardson, 2010)
- Saphrys laetata (Simon, 1904)
- Saphrys mapuche (Galiano, 1968)
- Saphrys patagonica (Simon, 1905)
- Saphrys rapida (C. L. Koch, 1846)
- Saphrys rusticana (Nicolet, 1849)
- Saphrys saitiformis (Simon, 1901)
- Saphrys tehuelche (Galiano, 1968)

## Publication originale
- Zhang & Maddison, 2015 : Genera of euophryine jumping spiders (Araneae: Salticidae), with a combined molecular-morphological phylogeny. Zootaxa, no 3938(1), p. 1-147.